# Koryfenowate
Koryfenowate  (Coryphaenidae) – rodzina morskich ryb okoniokształtnych. Poławiane gospodarczo.

## Zasięg występowania
Tropikalne i subtropikalne wody całego świata, strefa pelagialna, głównie tuż pod powierzchnią wody.

## Cechy charakterystyczne
- ciało krępe, wydłużone, bocznie spłaszczone, intensywnie ubarwione
- tępo zakończona głowa z otworem gębowym w położeniu końcowym lecz wyraźnie obniżonym ku dołowi
- bardzo długa płetwa grzbietowa bez promieni twardych - cecha nietypowa dla ryb okoniokształtnych
- płetwa ogonowa głęboko wcięta
- osiągają od 120 do 210 cm długości
- żywią się rybami, zooplanktonem, skorupiakami i kałamarnicami.

## Klasyfikacja
Rodzaj zaliczany do tej rodziny:
Coryphaena